# سيباستيان بلومبرج
سيباستيان بلومبرج (بالألمانية: Sebastian Blomberg)‏ (و. 1972  م) هو ممثل مسرحي، وممثل أفلام، وممثل  ألماني، ولد في بيرغيش غلادباخ، بدأ مشواره المهني سنة 1997.

## جوائز
حصل على جوائز منها:
ميدالية كاينز ‏

## وصلات خارجية
- سيباستيان بلومبرج في قاعدة بيانات الأفلام على الإنترنت
- سيباستيان بلومبرج  على موقع أول موفي